# Verme delle sabbie

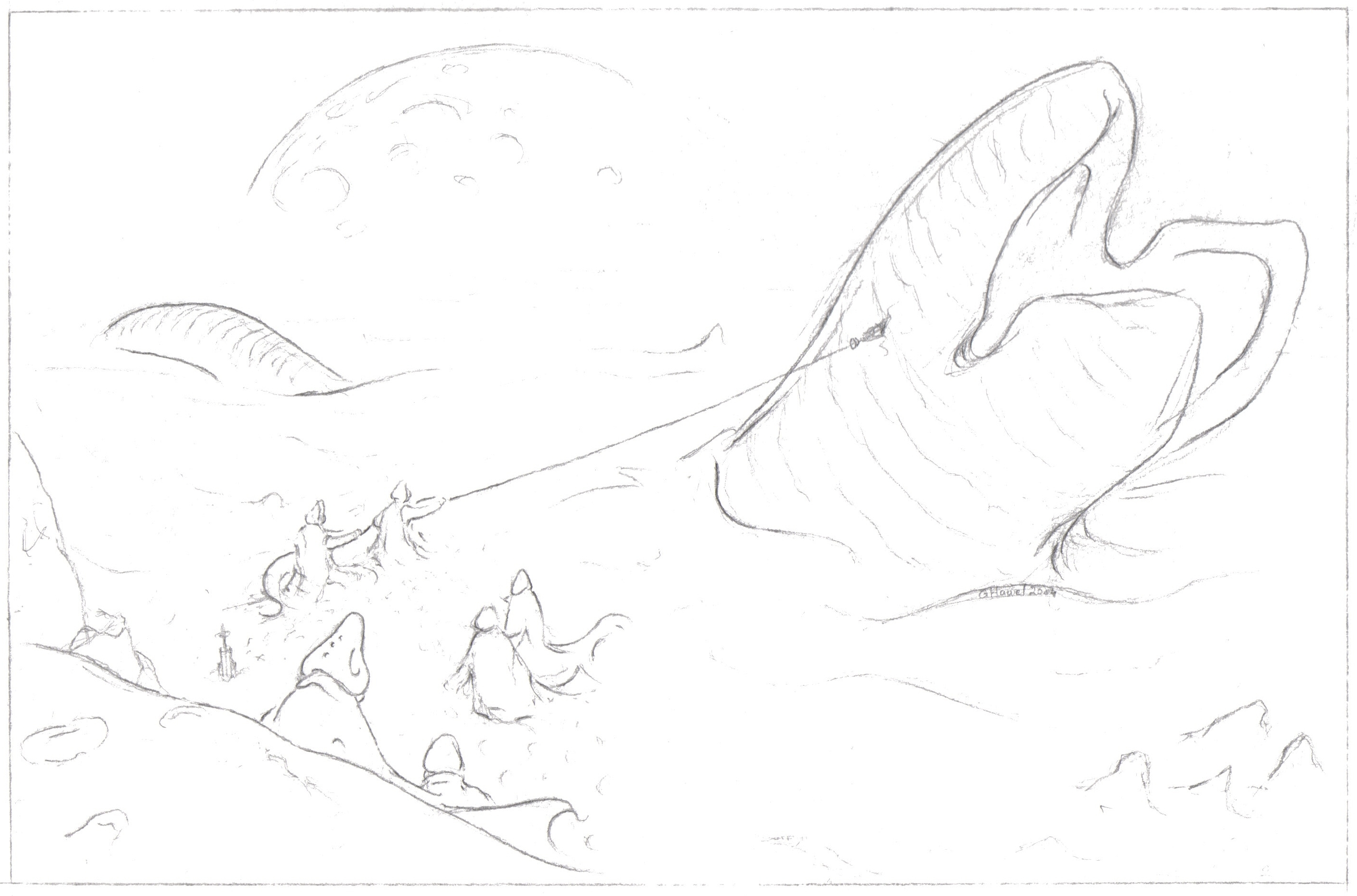
Cattura di un verme delle sabbie da parte di un gruppo di Fremen.

Il verme delle sabbie è una creatura fantastica appartenente al Ciclo di Dune di Frank Herbert.
Secondo l'Enciclopedia di Dune, il suo nome scientifico è Geonemotodium arraknis (anche Shaihuludata gigantica), malgrado questo sia oggetto di discussione. Tra i Fremen di Arrakis è conosciuto anche con il nome di Shai-Hulud, dall'arabo "cosa eterna". I Fremen considerano i vermi manifestazioni di Dio, perciò nel corso degli anni sono stati introdotti numerosi titoli quali il Creatore, Old Man of the Desert ("Vecchio del deserto"), Old Father Eternity ("Vecchio padre eternità") e Grandfather of the Desert ("Nonno del deserto").

## Biologia
L'organismo del verme delle sabbie ha una struttura segmentaria simile agli anellidi terrestri anche se probabilmente dovuta solo ad un'evoluzione convergente e come ogni anellide terrestre, ogni segmento è dotato di un proprio sistema nervoso.
Un verme può raggiungere lunghezze di centinaia di metri e decine di metri di diametro con un rapporto di 10:1 fra i due valori. Il più grande verme ufficialmente osservato aveva una lunghezza di 400 metri, ma Paul Atreides ne incontra uno lungo ben tre chilometri. L'intera bocca è ricoperta da migliaia di piccoli denti, composti di una sostanza cristallina di eccezionale durezza, con la funzione principale di triturare le rocce che il verme ingerisce.
Viene descritto come "incredibilmente resistente" e un verme può essere ucciso solamente tramite folgorazione di tutte le sue parti, da un altro verme o da esposizione ad un grosso quantitativo d'acqua (velenosa per un verme adulto). Nel primo libro è suggerito che anche un'esplosione atomica sarebbe in grado di ucciderne uno. Il verme delle sabbie è immune al calore anche estremo. Si sa che un verme può assorbire anche il colpo diretto di un'arma laser senza danni, mentre il calore sviluppato dal laser viene convertito in grandi quantità di ossigeno.
L'alimentazione del verme è costituita principalmente da composti inorganici contenuti nella sabbia e nelle rocce, massa pre-spezia e sandplankton, piccoli organismi che vivono sulla superficie desertica di Arrakis, in maniera molto simile al plancton dei mari terrestri.
Il metabolismo del verme ha tre principali prodotti di scarto. Il primo è l'ossigeno, prodotto dal processo chimico che consente al verme di smaltire il calore in eccesso. Il secondo è la sabbia prodotta dal consumo delle rocce ingerite dal verme. Il terzo, e più importante dal punto di vista umano, è la spezia Melange, prodotta principalmente dalla forma larvale del verme. Non ci sono prove che il verme adulto sia in grado di produrre la spezia.

## Habitat
Il verme delle sabbie si trova soltanto sul pianeta Arrakis, qualsiasi tentativo di introdurlo su altri pianeti è fallito. A causa dell'effetto altamente tossico dell'acqua, la creatura necessita di un clima estremamente arido e con una bassissima percentuale di umidità atmosferica, quale solo un deserto di dimensioni planetarie può offrire.

## Comportamento
Il verme delle sabbie è una creatura solitaria dotata di uno spiccato istinto territoriale. Trascorre la maggior parte del tempo immerso nella sabbia dalla quale emerge di rado, principalmente per attaccare. Durante il moto, assorbe grandi quantità di roccia e sabbia, che filtra per le sostanze nutritive che contengono, tali sostanze sono comunemente chiamate plancton delle sabbie.
Il verme è attratto da vibrazioni ritmiche, che è in grado di percepire a grandi distanze; per questa ragione spostarsi sulla superficie di Arrakis a piedi o su veicoli di terra è estremamente pericoloso. Il verme, infatti, può raggiungere velocità elevate ed è in grado di distruggere veicoli anche molto grandi come le mietitrici (harvester) usate per raccogliere la spezia.
La presenza di uno scudo prodotto da un generatore Holtzman tende ad attirare i vermi e a suscitare in loro istinti omicidi. Per questo motivo il trasporto di uno scudo nel deserto, usato come personale difesa, è estremamente sconsigliato.

## Ciclo vitale
Il verme delle sabbie inizia la sua vita sotto forma di larva comunemente chiamata trota della sabbia (Piccolo Creatore per i Fremen). Queste creature sono lunghe pochi centimetri e si trovano numerosissime nelle sabbie di Arrakis. Oltre a generare i vermi adulti le larve svolgono un fondamentale ruolo ecologico nel creare un habitat adatto a questa forma di vita, ruolo che svolgono con tale efficienza da essere in grado addirittura di alterare l'ecosistema di un intero pianeta privandolo di ogni traccia d'acqua.
Quando le trote della sabbia percepiscono la presenza di accumuli d'acqua, vi si radunano e si uniscono a formare una sorta di contenitore organico che isoli il liquido dall'ambiente circostante. A quel punto iniziano un processo chimico per trasformare l'acqua in una massa pre-spezia, una sostanza di cui i vermi adulti possono nutrirsi. Il processo genera un accumulo di ossido di carbonio che porta ad un'esplosione della massa spargendo in superficie acqua e melange. L'acqua rimasta evapora, lasciando vaste superfici di sabbia coperte di spezia asciutta. La maggior parte delle trote muore nell'esplosione, ma le poche sopravvissute si uniscono a formare delle cisti dalle quali emergono dopo alcuni anni nella forma di piccoli vermi di sabbia.

## Relazioni con gli uomini
Il verme delle sabbie è una creatura estremamente pericolosa per un viaggiatore del deserto, data la sua aggressività, la sua enorme mole e la sua immunità a quasi qualsiasi arma. Nonostante il verme non si nutra abitualmente di esseri umani (che gli sarebbero comunque tossici dato l'elevato contenuto di acqua), esso attacca istintivamente ogni fonte di rumori ritmici come quelli prodotti da un uomo che cammina; ciò rende molto pericoloso avventurarsi nei deserti di Arrakis a piedi.
Fanno eccezione a questa regola i Fremen, che hanno sviluppato una particolare relazione con i vermi. Per prima cosa essi hanno imparato ad evitare gli attacchi imitando l'andatura irregolare degli animali del deserto. Hanno inoltre sviluppato uno strumento chiamato martellatore, una sorta di bastone dotato di una estremità appuntita per essere piantato nella sabbia e di un dispositivo che genera una vibrazione ritmica. Questo strumento viene usato come diversivo o come esca per attirare un verme in un luogo desiderato. La ragione di ciò è che i Fremen hanno sviluppato una tecnica nota solo ad essi per usare i vermi come mezzo di trasporto. Ciò conferisce a questa popolazione una mobilità che ha assicurato loro un vantaggio su molti nemici, principalmente gli Harkonnen che non ne hanno mai sospettato l'esistenza.
Per cavalcare un verme prima di tutto si usa un martellatore per attirarne uno, poi il Fremen lascia che gli passi a breve distanza (questa è la parte più delicata, se il Fremen non calcola perfettamente la distanza può mancare il verme o esserne travolto) e aggancia uno dei segmenti della corazza del verme con uno speciale gancio detto amo per creatori. A questo punto si usa il gancio per sollevare un lembo del segmento esponendo la delicata pelle sottostante. Per evitare il contatto con la sabbia abrasiva, il verme istintivamente ruota su sé stesso portando la parte esposta verso l'alto, trascinando così il suo cavaliere sul "dorso". Finché il cavaliere mantiene sollevato il segmento con il gancio, il verme rimarrà in superficie, inoltre sollevando altri lembi lungo la circonferenza del verme è possibile farlo ruotare, guidandone la direzione. A questo punto altri Fremen possono agganciarsi al verme con la stessa tecnica e viaggiare su di esso, aiutando nel "pilotare" l'animale sollevando altri segmenti di corazza o colpendogli la coda per aumentare la velocità. Inoltre sono state sviluppate delle strutture che possono essere agganciate al verme per permettere di viaggiare anche a coloro che non hanno l'agilità necessaria per usare i ganci, come gli anziani e i feriti. Un verme può essere cavalcato per circa mezza giornata, durante la quale può percorrere diverse centinaia di miglia, dopodiché si ferma esausto e rimane immobile finché non viene liberato dai ganci, per poi seppellirsi nella sabbia a riposare.
Cavalcare il verme è per i Fremen anche un importante rito di iniziazione per i giovani.
I vermi furono usati a scopo militare da Paul Muad'Dib come trasporto truppe nell'attacco alla città di Arrakeen, durante l'omonima battaglia contro le truppe imperiali.
I Fremen impiegano i denti cristallini dei vermi per ricavarne un pugnale chiamato cryss. Di eccezionale qualità, il cryss è l'arma preferita da questo popolo, nonché un elemento fondamentale per molti dei suoi rituali. Un pugnale cryss, una volta sfoderato, non può essere riposto senza avere bevuto il sangue di un nemico. Una particolare versione di questi coltelli richiede la costante esposizione al campo elettromagnetico di un essere vivente senza la quale si decompone rapidamente. Un pugnale cryss di questo tipo è la proprietà più preziosa del suo possessore.
La preghiera che i Fremen recitano all'apparizione di un verme: "Benedetto sia il Creatore e la Sua acqua. Benedetta sia la Sua venuta e la Sua partenza. Possa il Suo passaggio purificare il mondo. Possa Egli conservare il mondo per il Suo popolo. Benedetto sia Shai-hulud".

## Influenza culturale
Gli Shai Hulud sono un gruppo musicale hardcore punk statunitense, il cui nome è un riferimento ai vermi giganti delle sabbie di Dune.